# アンジェス・パセチニクス
アンジェス・パセチニクス (Anžejs Pasečņiks , 1995年12月10日 - )は、ラトビア・リガ出身のバスケットボール選手。ポジションはC。

## 来歴
2012年に地元のVEFリガでプロデビュー。母国リーグで3回リーグ優勝を経験。2015年8月にリーガACBのCBグラン・カナリアと契約。2016-17シーズンの若手チームに選出されるなど、若手有望株として注目を集める。
2017年に2017年のNBAドラフトにエントリーを表明。25位でオーランド・マジックから指名された後、ドラフト会議当日を将来のドラフト指名権とのトレードで、交渉権がフィラデルフィア・76ersに移動。2年後の2019年7月にシクサーズはパセチニクスの交渉権を放棄した事を発表。パセチニクスは同年夏のNBAサマーリーグにワシントン・ウィザーズの一員としてプレー。その後10月16日にエグジビット10契約を結ぶも3日後に解雇され、同月27日に傘下のキャピタルシティ・ゴーゴーに加入したことが発表。12月に入り、ウィザーズに八村塁をはじめ負傷者が続出し、同月17日に2ウェイ契約を結び、念願のトップチーム昇格。その後も出場機会が増え、2020年1月13日に正式に3年契約を締結。2019-20シーズンは27試合に出場し5.8得点4リバウンドを記録した。しかし、2020-21シーズンはロビン・ロペスが加入。更にシーズン途中にはアレックス・レンも加入したこともあり、出場機会が激減。結局同シーズンは1試合の出場にとどまり、2021年1月18日に解雇された。
2021年11月9日、レアル・ベティス・バロンセストと契約し、リーガACB復帰となった。
2024年8月13日、ミルウォーキー・バックスとツーウェイ契約を結んだと発表されたが、10月18日、バックスからウェイブされた。11月5日、BSLとFIBAヨーロッパカップに所属するトファシュS.K.への加入が発表された。

## ラトビア代表
2013年にU-18のラトビア代表に招集され、FIBA U-18男子バスケットボール欧州選手権で4位に入賞。2016年からフル代表に招集されている。